# Франц Рестель
Ервін Франц Рудольф Рестель (нім. Erwin Franz Rudolf Roestel; 4 травня 1902, Герліц — 24 листопада 1974, Регенсбург) — німецький офіцер, оберштурмбаннфюрер СС. Кавалер Лицарського хреста Залізного хреста.

## Біографія
В 1933-37 роках служив в охоронній поліції. 1 травня 1937 року вступив в НСДАП (квиток №5 468 915). Учасник Польської і Французької кампаній, а також німецько-радянської війни, служив в протитанковій артилерії. В 1942 році — командир 1-ї роти 244-го моторизованого дивізіону штурмових гармат. 6 липня 1942 року важко поранений і до січня 1943 року лікувався. В березні 1943 року вступив в СС (посвідчення №457 995). В 1944 році відряджений інструктором в протитанкове училище СС, в червні 1944 року переведений в 10-й протитанковий дивізіон СС 10-ї танкової дивізії СС «Фрундсберг». Під час боїв у Нормандії командував окремою протитанковою групою, яка в жовтні 1944 року була влита в 10-й протитанковий дивізіон СС. З квітня 1945 року командував своєю дивізією.

## Звання
- Лейтенант резерву (1 червня 1938)
- Оберлейтенант резерву (25 жовтня 1940)
- Гауптман резерву (1 квітня 1942)
- Штурмбаннфюрер резерву СС (10 березня 1943)
- Оберштурмбаннфюрер резерву СС (9 листопада 1943)

## Нагороди
- Медаль «За вислугу років у Вермахті» 4-го класу (4 роки)
- Залізний хрест
  - 2-го класу (15 листопада 1939)
  - 1-го класу (30 червня 1941)
- Штурмовий піхотний знак в бронзі
- Нагрудний знак «За поранення» в чорному
- Медаль «За зимову кампанію на Сході 1941/42»
- Німецький хрест в золоті (26 вересня 1942)
- Лицарський хрест Залізного хреста (3 травня 1945)